# 隅田町 (名古屋市)
隅田町（すみだまち）は、名古屋市西区の地名。

## 歴史

### 町名の由来
文政8年に畑地の開発により町屋となった土地だが、もともと湿地帯であったことから大雨の度に池と化してしまい、土地の西北隅にのみ人家があったという。このため、隅田町と称したとされる。

### 沿革
- 江戸時代は、愛知郡広井村のうちにあって、名古屋城下町続きの一町であった[2]。
- 1878年（明治11年）12月20日 - 名古屋区成立に伴い、同区隅田町となる[2]。
- 1889年（明治22年）10月1日 - 名古屋市編入に伴い、同市隅田町となる[2]。
- 1908年（明治41年）4月1日 - 西区編入に伴い、同区隅田町となる[2]。
- 1981年（昭和56年）8月23日 - 西区幅下二丁目・新道二丁目・那古野一丁目・那古野二丁目にそれぞれ編入され消滅[2]。